# Beas de Guadix
Beas de Guadix – gmina w Hiszpanii, w prowincji Grenada, w Andaluzji, o powierzchni 16,24 km². W 2011 roku gmina liczyła 380 mieszkańców.
Początki tej gminy sięgają prehistorii, na co wskazują pozostałości i jaskinie pochodzące z kultury argarskiej.